# Alberto Rodríguez Saá
Alberto José Rodríguez Saá (San Luis, 21 de agosto de 1949) es un abogado y político argentino. Fue gobernador de la provincia de San Luis, cargo que ocupó desde 2015 hasta 2023 y que había ocupado con anterioridad desde 2003 hasta 2011. En 2010 fue declarado desde Ginebra como «embajador mundial por la Paz». Fue candidato por la Alianza Compromiso Federal para presidente en 2007 y 2011. 
Es descendiente del revolucionario federal Juan Saá, protagonista de la batalla de Pavón de 1861, y del cacique ranquel Painé, y hermano del expresidente, exgobernador y exsenador nacional Adolfo Rodríguez-Saá.

## Biografía

### Comienzos
Realizó sus estudios universitarios en la Universidad de Buenos Aires donde se recibió de abogado en 1974 y luego se especializó en Garantías constitucionales. Posteriormente concluyó durante los años noventa un posgrado en Derecho constitucional, otro en Derecho comunitario y un tercero en Historia del arte, todos ellos en la Universidad de Salamanca, España. Tiene una fuerte inclinación por las actividades ambientales y artísticas. Fomentó el desarrollo de propuestas culturales a nivel nacional haciendo sede su provincia.

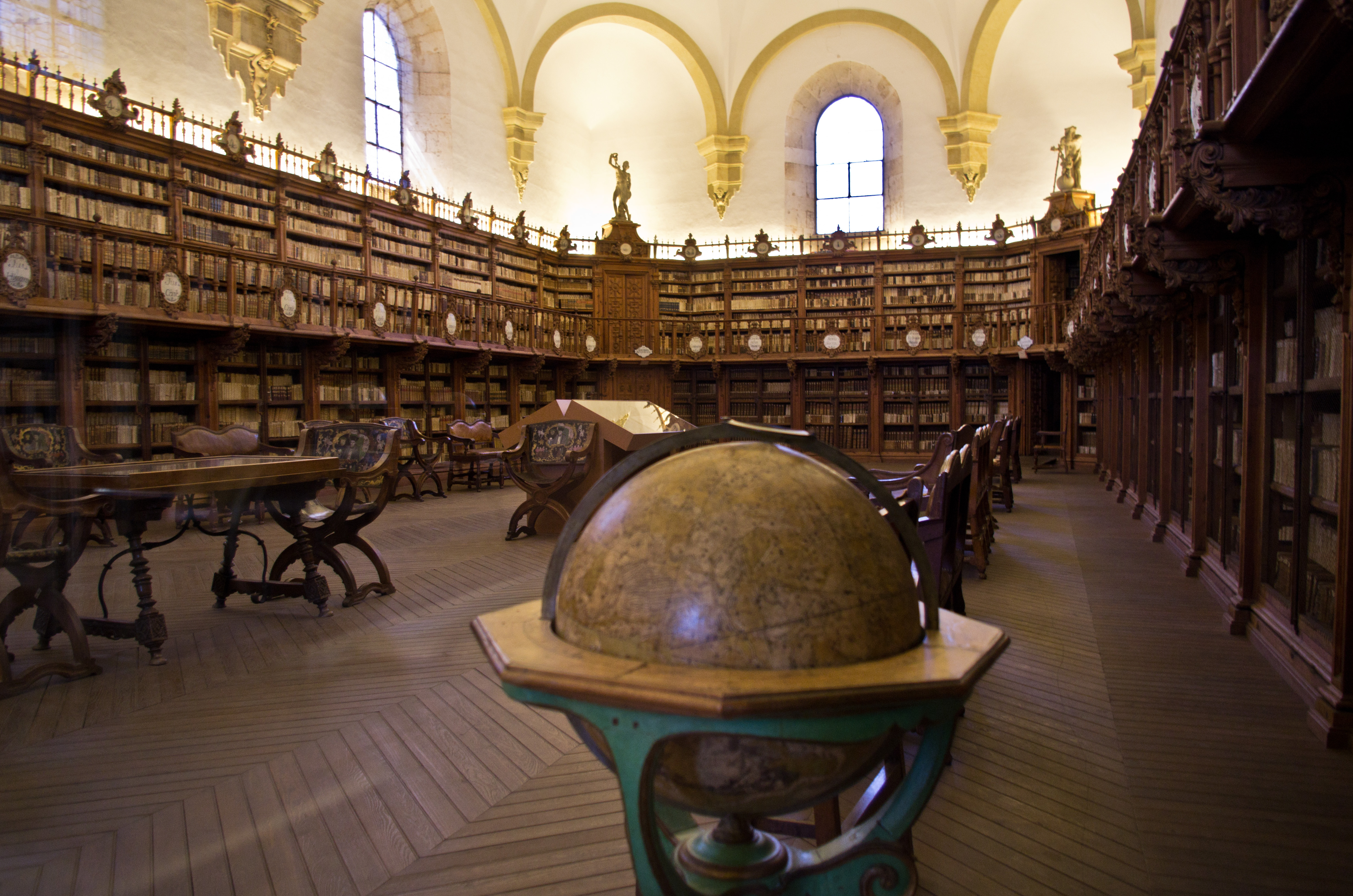
Biblioteca antigua de la Universidad de Salamanca, España, donde Alberto Rodríguez-Saá cursó sus posgrados.

En el año 2020 fue Asesor de la Confederación General del Trabajo. Entre 1983 y 1994 se desempeñó como senador nacional por la Provincia de San Luis. Ejerciendo ese cargo, en el año 1986 votó en contra de la Ley de Punto Final, que establecía la paralización de los procesos judiciales contra los autores de las detenciones ilegales, torturas y asesinatos que tuvieron lugar en la etapa de la última dictadura militar. Entre 1989 y 1993 fue presidente del Bloque Justicialista del Honorable Senado de la Nación. A fines de octubre de 1993 votó contra el proyecto oficial para reformar la Constitución Nacional y permitir la reelección del entonces presidente Carlos Menem, conocido como el "Pacto de Olivos". El hecho ha sido vinculado con el secuestro sufrido por su hermano días después. En diciembre de 1994 renunció a su banca.
Tras realizar distintos posgrados en España, regresó al país en el año 2000 y resultó elegido nuevamente como senador nacional, siendo uno de los 4 senadores que votó en contra de la ley de flexibilidad laboral (denominada peyorativamente "Ley Banelco"). Entre abril y diciembre de 2001 ocupó la Jefatura de Gabinete de Ministros del Gobierno de la Provincia de San Luis.

### Gobernador de San Luis (2003-2011)
En 2003 fue elegido Gobernador de la Provincia, y reelecto en el año 2007 con más del 80% de los votos. Así, el segundo puesto quedó para Roque Palma, del Partido Socialista Popular, que sacó el 12,18%. En la misma elección, Alberto Rodríguez-Saá impulsó el "Sí" a la enmienda constitucional que puso fin a la reelección indefinida en la Provincia de San Luis.
Se ha presentado como candidato a Presidente de la Nación en las elecciones presidenciales de 2007. Forma parte de una línea interna del Partido Justicialista opositora al kirchnerismo. Finalmente en las elecciones la fórmula reunió 1.408.736 votos, quedando así en cuarto lugar del orden nacional.
En el año 2011, durante su segundo mandato como Gobernador de la Provincia de San Luis, fue distinguido como Embajador Mundial por la Paz por parte de la Organización Mundial por la Paz. Desde Ginebra, la Organización fundamentó la distinción por sus políticas llevadas adelante en San Luis en materia de "Inclusión Social", "Medio ambiente Sustentable", "Sanidad y Trabajo", "No Proliferación Nuclear", y "Bienestar General". El pergamino documental fue entregado por Walter Luchetti, Cavaliere di Gran Croce Ordine al Mérito della República Italiana y Grand officier della Legión d'Onore de Francia.

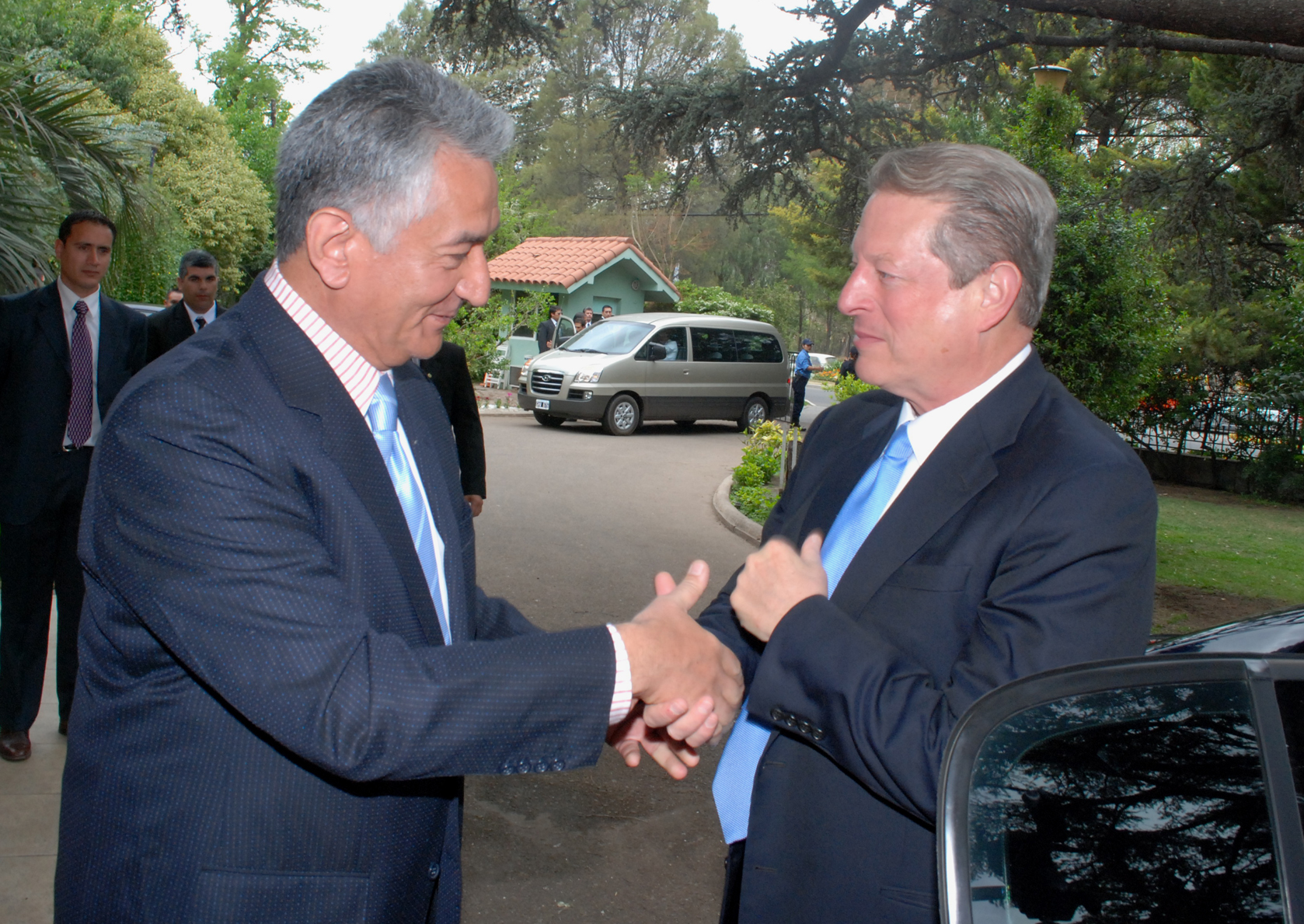
Alberto Rodríguez-Saá y Al Gore en San Luis, octubre de 2009

Además de su relación con el exvicepresidente de los Estados Unidos y premio Nobel de la Paz Al Gore, con quien mantuvo reuniones en la Provincia de San Luis, por sus políticas a favor del cuidado del medio ambiente, Alberto Rodríguez-Saá recibió distintas distinciones por parte de las Naciones Unidas para el Medio Ambiente (PNUMA), y un reconocimiento oficial por parte del Senado de la Nación Argentina.

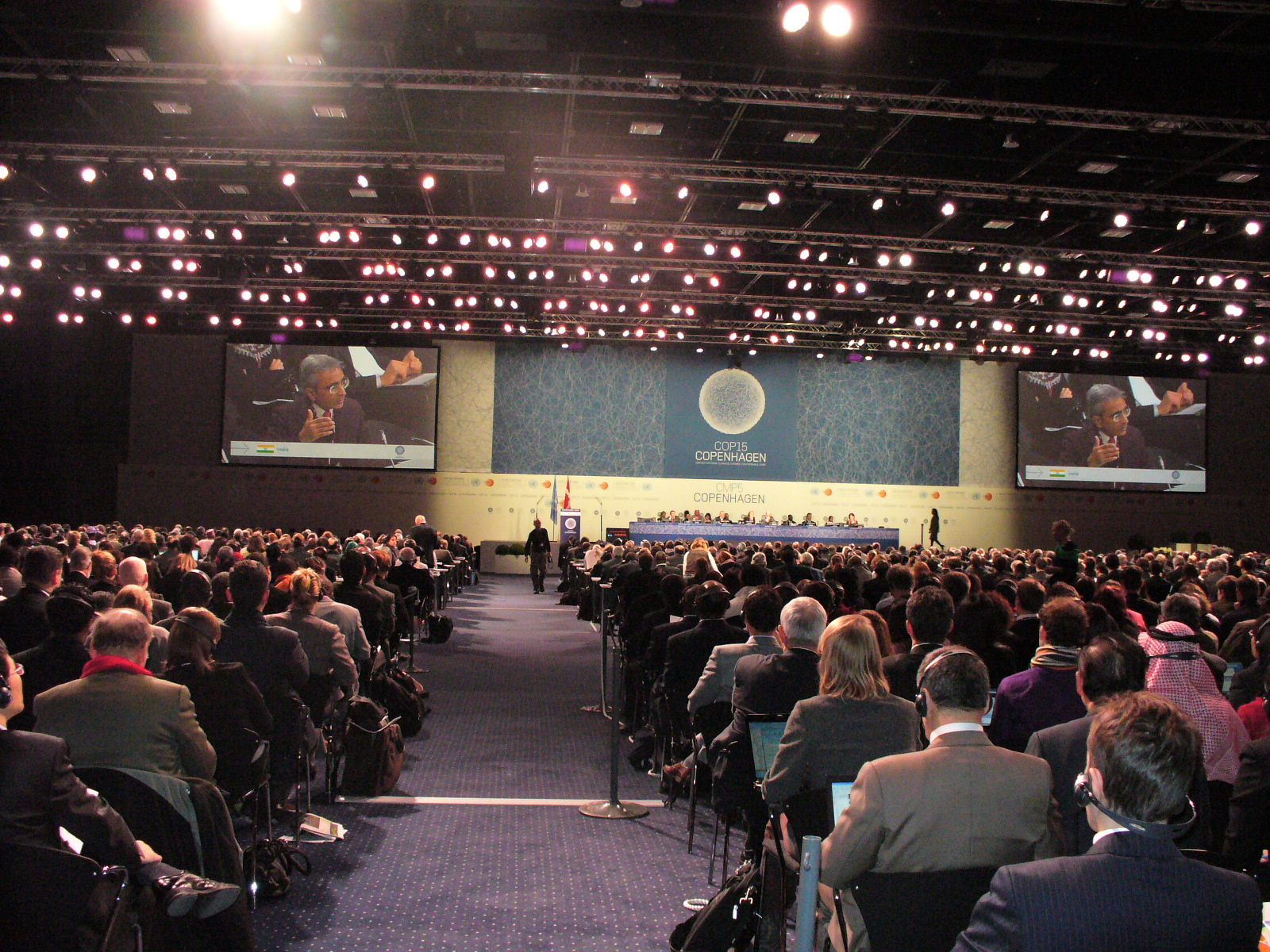
Alberto Rodríguez-S

A poco tiempo de ser designado Embajador Mundial por la Paz, Alberto Rodríguez-Saá recibió la “Medalla Tiradentes”, el mismo galardón que años anteriores le fue asignado al expresidente brasileño Luis Inácio Lula da Silva y al Papa Juan Pablo II. La distinción es considerada la más importante que otorga el Estado Carioca. Dicho reconocimiento se sustenta en las distintas ayudas humanitarias, víveres y de socorrismo que realizó Rodríguez-Saá durante su gestión hacia el Brasil y a distintos países y provincias argentinas, del cual se destacan los cuatro terremotos más importantes durante los últimos años, tales como el de Pisco (Perú), China, Irán y el de Haití, lo que incluyó un reconocimiento por parte de la Embajada de los Estados Unidos.

### Candidatura presidencial (2011)
En octubre de 2011 se postuló a presidente por el frente Compromiso Federal. A pesar de la estabilidad económica de la región que implicó la reelección de la mayoría de los presidentes en funciones en América Latina, Rodríguez-Saá obtuvo más de un millón setecientos mil votos, ocupando así el primer lugar en su provincia y el segundo en todas las provincias que conforman la región de Cuyo, como así también en las principales ciudades cercanas a San Luis como Río Cuarto (segunda ciudad en importancia de la Provincia de Córdoba). Su propuesta electoral postulaba replicar el modelo "San Luis" a nivel nacional. La provincia de San Luis, fue calificada en el año 2011 como la mejor administrada del país por consultoras privadas por séptimo año consecutivo en materia de Eficiencia Fiscal, Indicadores Sociales, Infraestructura, Solvencia Fiscal, y Comercio Exterior. Además, en su ambición de crear un Silicon Valley, San Luis quedó posicionada en el año 2010 como cuarta en el ranking de 150 metrópolis digitales elaborado por Motorola.
Tras las elecciones presidenciales 2011, Alberto Rodríguez-Saá trasladó definitivamente su domicilio oficial a su departamento en la Ciudad Autónoma de Buenos Aires, distrito en donde salió tercero superando al centenario partido radical, alternando su estadía entre Buenos Aires y la localidad de El Durazno en la Provincia de San Luis. En las elecciones legislativas de octubre de 2013 fue candidato a Senador Nacional por la Ciudad Autónoma de Buenos Aires por Compromiso Federal, aunque superó las PASO con el 2.15% decidió bajar su candidatura un mes después, justificando que la elección se polarizaría entre el Pro, UNEN y el FpV.

### Gobernador de San Luis (2015-2023)
En el año 2015, Rodríguez-Saá se volvió a presentar como candidato a gobernador, a pesar de los deseos de reelección del mandatario Claudio Poggi, el cual fue candidato a Diputado Nacional. El 25 de octubre logra su tercer mandato en la provincia al obtener el 56.17%, superando al candidato de Cambiemos, el diputado José Luis Riccardo.
El gobernador anunció a principios de 2016 la construcción de un autódromo en la ciudad de Villa Mercedes. El Autódromo José Carlos Bassi se inauguró en mayo de 2017.
En su primer año de gestión, el mandatario recibió 2 reconocimientos internacionales. El primero en noviembre de 2016, otorgado por la empresa Intel, pionera en el desarrollo de nuevas tecnologías incorporando a San Luis en el "Intel Museum" por la innovación tecnológica e inclusión digital impulsada desde el 2008 por el gobernador. El segundo por el Vaticano, al ser invitado a participar y exponer su política y plan para acoger a los Refugiados en La Cumbre "Europa: los Refugiados son nuestros Hermanos" que se realizó en la Casina Pío IV, sede de la Pontificia Academia de Ciencias. 
En los primeros meses de 2017 se mostró cercano a Cristina Kirchner y al Frente Para la Victoria, y advirtió en varias ocasiones que "el peronismo debe estar unido" y que es necesario aliarse con todas las fuerzas que están en contra del gobierno de Mauricio Macri, al que acusó de tener "un plan de negocios en vez de un plan económico".
Con el apoyo del Frente de Todos, el 16 de junio de 2019 fue reelegido gobernador de la provincia de San Luis, para el período 2019-2023, derrotando a su antecesor Claudio Poggi y a su propio hermano y exgobernador Adolfo Rodríguez-Saá.
| Ministerios del Gobierno de Alberto Rodríguez-Saá   | Ministerios del Gobierno de Alberto Rodríguez-Saá | Ministerios del Gobierno de Alberto Rodríguez-Saá |
| Cartera                                             | Titular                                           | Período                                           |
| --------------------------------------------------- | ------------------------------------------------- | ------------------------------------------------- |
| Jefatura de Gabinete de Ministros                   | Natalia Zabala Chacur                             | 9 de diciembre de 2019 - 10 de diciembre de 2021  |
| Ministerio de Justicia, Seguridad, Gobierno y Culto | Eduardo Mones Ruiz                                |                                                   |
| Ministerio de Justicia, Seguridad, Gobierno y Culto | Fabián Filomema                                   | 9 de diciembre de 2019 - 10 de diciembre de 2023  |
| Ministerio de Hacienda Pública                      | Natalia Zabala Chacur                             |                                                   |
| Ministerio de Hacienda Pública                      | Eloy Diego Roberto Horcajo                        | 9 de diciembre de 2019 - 10 de diciembre de 2023  |
| Ministerio de Producción                            | Juan Lavandeira                                   | 9 de diciembre de 2019                            |
| Ministerio de Obras Públicas y Infraestructura      | Felipe Tomasevich                                 | 9 de diciembre de 2019 - 15 de julio de 2020      |
| Ministerio de Obras Públicas y Infraestructura      | Alberto José Rodríguez-Saá                        |                                                   |
| Ministerio de Educación                             | Pablo Dermechkoff                                 | 9 de diciembre de 2019                            |
| Ministerio de Desarrollo Social                     | Federico Berardo                                  | 9 de diciembre de 2019                            |
| Ministerio de Desarrollo Social                     | Nicolas Anzulovich                                | 23 de diciembre de 2021                           |
| Ministerio de Salud                                 | Roberto Schwartz                                  | 10 de diciembre de 2015 - 22 de marzo de 2016     |
| Ministerio de Salud                                 | Marcelo Riera                                     | 23 de marzo de 2016 - 5 de diciembre de 2016      |
| Ministerio de Salud                                 | María José Zanglá                                 | 6 de diciembre de 2016 - junio de 2017            |
| Ministerio de Salud                                 | Graciela Corvalán                                 |                                                   |
| Ministerio de Salud                                 | Silvia Sosa Araujo                                | 8 de noviembre de 2018 - 7 de diciembre de 2021   |
| Ministerio de Salud                                 | Rosa Dávila                                       | 9 de diciembre de 2021                            |
| Ministerio de Ciencia y Tecnología                  | Alicia Bañuelos                                   | 9 de diciembre de 2019                            |
| Ministerio de Seguridad                             | Ernesto Ali                                       | 16 de febrero de 2017 - 22 de junio de 2018       |
| Ministerio de Seguridad                             | Eduardo Mones Ruiz (interino)                     | 23 de junio de 2018                               |
| Secretaría General de la Gobernación                | Alberto José Rodríguez-Saá                        | 9 de diciembre de 2019                            |
| Secretaría Legal y Técnica                          | Silvia Sosa Araujo                                | 10 de diciembre de 2015 - 8 de noviembre de 2018  |
| Secretaría Legal y Técnica                          | Sebastián Esteves                                 | 8 de noviembre de 2018                            |
| Secretaría de Transportes                           | Enrique Cabrera                                   |                                                   |
| Secretaría de Transportes                           | Eduardo Mones Ruiz (interino)                     | 7 de junio de 2018                                |
| Secretaría de Turismo                               | Rodolfo Luque                                     | 12 de diciembre de 2019                           |
| Secretaría de Turismo                               | Luis Andrés Macagno                               | 4 de febrero de 2021 - 10 de diciembre de 2023    |
| Secretaría de Deportes                              | Cintia Ramírez                                    |                                                   |
| Secretaría de Mujer, Diversidad y Igualdad          | Ayelén Mazzina                                    | 12 de diciembre de 2019 - 13 de octubre de 2022   |

## Distinciones y reconocimientos internacionales
- “Distinción por su compromiso en la protección del suelo" (octubre de 2011). United Nations Convention to Combat Desertification – UNCCD-.[30]
- "Distinción por la preservación de los recursos hídricos" (octubre de 2011). Gobal Water Partnership - GWP - (Foro Mundial del Agua).[31]
- “Distinción por su compromiso en la protección del ambiente y la lucha contra la desertificación, degradación de las tierras y la mitigación de los efectos de la sequía” (junio de 2011). Fundación Agreste y la Convención de las Naciones Unidas contra la Desertificación.[32]
- "Reconocimiento del trabajo de la Provincia de San Luis por la lucha contra la desertificación en los Humedales de Guanacache" (julio de 2010). Programa de las Naciones Unidas para el Medio Ambiente.
- “Reconocimiento al Gobierno de la Provincia de San Luis del Honorable Senado de la Nación (marzo de 2011)”, por haber firmado el 6 de septiembre de 2010 el Acuerdo denominado “Decálogo de paz entre Progreso y Medio Ambiente” y por significar el mismo una efectiva implementación de políticas de desarrollo sostenible. Al momento de la firma del Tratado de Paz entre Progreso y Medio Ambiente, el gobernador de la Provincia Alberto Rodríguez Saá recibió el saludo de 3 premios Nobel de la Paz (Wangari Maathai, Osvaldo Canziani, y Pérez Esquivel).[33]
- “Distinción del Programa de Naciones Unidas para el Medio Ambiente” con sede en Kenia (marzo de 2011) por haber plantado más de cuatro millones de árboles.[34]
- "Reconocimiento de su liderazgo ambiental por parte del Ex VP de Estados Unidos, premio Nobel de la Paz, Al Gore en su visita a la Provincia de San Luis" (2009).[10]
- "Participación en la Convención Mundial de Cambio Climático en Copenhague 2010, junto con los líderes y presidentes de todas las naciones reunidos con el fin de llegar a un acuerdo internacional contra el cambio climático" (2009).[35]
- “Medalla Tiradentes”, considerado como la distinción más importante que otorga el Estado Carioca. Es el mismo galardón que años anteriores le fue asignado al expresidente brasileño, Luis Ignacio Lula da Silva y el papa Juan Pablo II.[13][14]
- “Líder Global” (febrero de 2009), distinción realizada por las Naciones Unidas a través del Programa de las Naciones Unidas para el Medio Ambiente por su contribución a la Campaña Mil Millones de Árboles.[36]
- "En 2010 fue declarado desde Ginebra como Embajador Mundial por la Paz"
- Reconocimiento desde el Vaticano al Gobierno de la Provincia de San Luis por la política de acogida a los refugiados, invitando al Gobernador de la provincia a participar y exponer en la Cumbre "Europa: los Refugiados son nuestros Hermanos" en Casino Pio IV de la sede de la Academia Pontífice de las Ciencias.
- "Reconocimiento al Gobierno de la Provincia de San Luis por la innovación tecnológica e inclusión digital", otorgado por la empresa Intel en el año 2016.

## Estudios
Estudios Primarios y Secundarios

- Maestro normal y Bachiller. Escuela Normal "Juan Pascual Pringles". San Luis

Estudios Universitarios
- Abogado y procurador. Facultad de Derecho y Ciencias Sociales de la Universidad Nacional de Buenos Aires. 1974

Cursos de Posgrado
- "Recurso extraordinario. Aspectos constitucionales y procesales, Legislación y Jurisprudencia". Dictado por el Dr. Hermes Revol. Dpto. de Posgrado de la Facultad de Derecho de la UBA. Julio de 1998.
- "Las garantías constitucionales en la instrucción del proceso penal". Dictada por el Dr. Leopoldo Schiffrin. UBA, 1998
- "La Jurisprudencia vigente y el recurso de Amparo". Dictada por el Dr. Carlos Vallefin. Dpto. de Posgrado de la Facultad de Derecho de la UBA. Julio de 1998
- "Cursos de Posgrado de Derecho Comunitario y la Unión Europea". Universidad de Salamanca-España.1999
- "Curso de Posgrado de Historia del Arte". En la Universidad de Salamanca-España. 1999
- "Curso de Posgrado en Derecho, en la especialidad Derecho Constitucional". En la Universidad de Salamanca-España. 2000
- "Curso de problemas actuales de Derecho Constitucional y especialización en Derecho de la Información". UBA. 1999
- "Curso de posgrado de "Interpretación jurídica y decisiones racionales", Curso de posgrado en Doctorado dictado por el Dr. Roberto José Vernengo". UBA, 1999
- "Nociones generales de Epistemología y Bases Epistemológicas de las teorías jurídicas", dictada por el Dr. Carlos María Cárcova. UBA, 1999.

## Cargos públicos
- 1983-1994: designado senador nacional por la Provincia de San Luis. En este cargo se desempeñó como:
  - Presidente de la Comisión de Legislación General
  - Vicepresidente 1.º del Bloque Justicialista (unificado) en 1988
    - Presidente del Bloque Justicialista del Honorable Senado de la Nación Argentina entre 1989 y 1993.
- 2000: designado nuevamente senador nacional por la Provincia de San Luis.
- 2001: Jefe de Gabinete de Ministros de la Provincia de San Luis.
- 2003: elegido gobernador de la Provincia de San Luis hasta 2007.
- 2007: reelegido gobernador de la Provincia de San Luis hasta 2011.
- 2015: elegido gobernador de la Provincia de San Luis hasta 2019.
- 2019: reelegido gobernador de la Provincia de San Luis hasta 2023.

## Actividad docente y académica
- Profesor de Derecho Laboral y Comercial, Escuela Normal "Juan Pascual Pringles". Universidad Nacional de San Luis
- Miembro de número de la Junta de Historia de San Luis
- Presidente Honorario y fundador de la Fundación ICCED
- Presidente Honorario y fundador del Instituto de Estudios Históricos y Sociales "Juan Crisóstomo Lafinur"
- Director de la Cátedra de Estudios Regionales - Instituto Tecnológico Provincial – San Luis
- Profesor de la Cátedra de Estudios Regionales - Instituto Tecnológico Provincial – San Luis
- Fundador del "Instituto de Ediciones Jurídicas". San Luis 1999
- Prof. De la Cátedra de Estudios Regionales – I.U.S.I.

## Trabajos publicados
- "El Test de la Desmalvinización". Buenos Aires, 1985
- "Modelo Argentino para el Proyecto Nacional". Buenos Aires, 1986
- "Análisis crítico sobre el proyecto Nacional". Buenos Aires, 1987
- "San Luis un Destino". San Luis, 1997
- "Dr. Juan Crisóstomo Lafinur, Notas". San Luis, 1997
- "Cantata Trágica a la Muerte del Coronel Juan Pascual Pringles". San Luis, 2000
- "Trilogía en Pringles". San Luis, 2001